# Tropasteron cleveland
Tropasteron cleveland är en spindelart som beskrevs av Baehr 2003. Tropasteron cleveland ingår i släktet Tropasteron och familjen Zodariidae.
Artens utbredningsområde är Queensland. Inga underarter finns listade.